# Armoiries de la Libye
Les armoiries de la Libye constituent l'emblème héraldique officiel de l'État libyen. Cependant, depuis la guerre civile de 2011 et la chute du régime du colonel Mouammar Kadhafi, le pays ne possède plus d'armoiries officielles.

## Historique
Les premières armoiries officielles sont celles du royaume, adoptées en 1952 et demeurées en vigueur jusqu'à la chute de la monarchie en 1969.
Après l'accession au pouvoir de Kadhafi, la nouvelle République arabe libyenne adopte des armoiries, très semblables à celles de l'Égypte, qui représentent un aigle d'or portant sur sa poitrine un écu chargé de trois bandes verticales (pals) aux couleurs nationales rouge, blanc, noir. Le nom officiel de l'État est indiqué en arabe sur une banderole située aux pieds de l'aigle.
Les armoiries de la Jamahiriya arabe libyenne populaire socialiste, quant à elles, ont cours de 1977 à 2011. Elles représentent le faucon de Quraych d'or, qui est l'emblème de la tribu de Mahomet, portant sur sa poitrine un écu, composé d'un champ de sinople (vert). Couleur de l'islam, le vert est adopté comme couleur de la révolution menée par le colonel Kadhafi. Dans la partie inférieure on peut lire, sur une ceinture d'or, le nom de l'ancienne Union des Républiques arabes (اتحاد الجمهوريات العربية).
Lors de la guerre civile libyenne de 2011, le Conseil national de transition utilise un sceau dont la version définitive représente un croissant aux couleurs rouge, noir et vert du drapeau de 1951 et une étoile avec le nom de l'autorité et du pays écrit en anglais (Libya - The Transitional National Council) et en arabe (ليبيا - المجلس الوطني الانتقالي, Lībiyā - Al-Majlis al-Waṭanī al-Intiqālī).
Après la dissolution du CNT en 2012 et le transfert de l'autorité vers le Congrès général national nouvellement élu, ce dernier adopte son propre sceau où figurent au centre le croissant et l'étoile, entourés du nom du CNT en anglais et en arabe. De son côté, l'office du Premier ministre est représenté par un autre sceau sur lequel figure au centre la carte du pays sur laquelle s'inscrit le drapeau national.
En février 2013, le nouveau passeport biométrique libyen est présenté avec, figurant au centre de sa couverture, une étoile et un croissant, éléments souvent reconnus comme des symboles de l'islam et figurant également au centre du drapeau libyen.

## Représentations

Armoiries du royaume de Libye (1952-1969).
Armoiries de la République arabe libyenne (1969-1972).
Armoiries de l'Union des Républiques arabes (1972-1977).
Armoiries de la République arabe libyenne populaire et socialiste (1977-2011).
Emblème de l'État de Libye (depuis 2013), figurant sur le passeport national.
Armoiries de l'État de Libye (depuis 2016), gouvernement de Tobrouk.

Premier sceau du CNT (mars-avril 2011)
Second sceau du CNT (2011-2012)
Sceau du Gouvernement d'union nationale (2016-2021)
Sceau du Gouvernement d'unité nationale (depuis 2021)

## Armoiries historiques

Armoiries de la Régence de Tripoli
Armoiries de la Libye italienne